# 根室港駅
根室港駅（ねむろみなとえき）は、北海道根室市海岸町にあった日本国有鉄道（国鉄）根室本線の駅（貨物駅、廃駅）である。

## 歴史
1921年（大正10年）に根室駅に鉄道が到達してから13年後に、当駅までの貨物支線が開業して営業を開始した。
第二次世界大戦前は根室や千島からの鮮魚貝類、蟹缶詰、硫黄鉱石等を発送する一方で、根室・千島での生活物資（木材・石炭・塩等）を受け入れ、戦中は軍需物資も多く取り扱った。
千島やいわゆる北方領土を喪失した戦後に入ると、発送荷物としては根室で水揚げされた鮮魚貝類、野菜が主であり、到着貨物としては根室向けの塩、木材、缶詰の空缶等が主であったが、漁獲高の落ち込み、冷凍技術の進歩、トラック輸送の普及等を受けて、1965年（昭和40年）に根室駅に新設の側線で貨物を取り扱うこととなり、支線とともに廃止された。

### 年表
- 1934年（昭和9年）8月12日：鉄道省根室本線根室駅 - 当駅間の貨物支線開業に伴い開業。貨物のみ取り扱い[3][4][1]。
- 1942年（昭和17年）4月1日：荷物取り扱い開始[5]。
- 1944年（昭和19年）8月1日：荷物取り扱い廃止[5][1]。
- 1965年（昭和40年）10月1日：貨物支線廃止（根室駅側線での貨物取扱開始）により前日の営業をもって廃止[4][5]。

### 駅名の由来
根室港に面しているため。

## 周辺
- 根室港
- 根室漁業協同組合
- 金刀比羅神社

## 隣の駅
日本国有鉄道
根室本線（貨物支線）
根室駅 - （貨）根室港駅